# ادوارد پاشینیان
ادوارد پاشینیان (ارمنی: Էդուարդ Փաշինյան؛ زاده ۲۴ آوریل ۱۹۲۳ - درگذشته ۴ نوامبر ۲۰۰۴) آهنگساز، موسیقی‌شناس و استاد اهل ارمنستان بود. وی بین سال‌های - تا - میلادی فعالیت می‌کرد.

## زندگی‌نامه
وی در ۲۴ آوریل ۱۹۲۳ در تفلیس  به دنیا آمد و از دانشگاه پزشکی دولتی ایروان و کنسرواتوار دولتی کومیتاس ایروان فارغ‌التحصیل گشت. وی کنسرواتوار دولتی کومیتاس ایروان فعالیت می‌کرد. وی همچنین برنده جوایزی همچون مدال شجاعت (۱۹۴۴)، مدال دفاع از قفقاز، نشان شایستگی نبرد و چهره هنری شایسته ارمنستان شوروی شد. وی در ۴ نوامبر ۲۰۰۴ در سن ۸۱ سالگی در ایروان درگذشت.